# Viktoria Sinitsina
Viktoria Aleksandrovna Sinitsina (Russisch: Виктория Александровна Синицина) (Moskou, 29 april 1995) is een Russisch kunstschaatsster die actief is in de discipline ijsdansen. Ze nam met haar schaatspartner Roeslan Zjigansjin deel aan de Olympische Spelen in Sotsji, waar het paar zestiende werd bij het ijsdansen. Sinds het seizoen 2014/15 schaatst ze met Nikita Katsalapov.

## Biografie

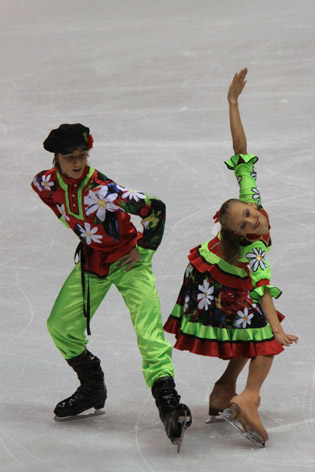
Sinitsina en Roeslan Zjigansjin (2009)

Sinitsina, afkomstig uit een familie van gymnasten, begon in 1999 met kunstschaatsen. Ze had vaak tonsillitis en was door haar ouders naar de schaatsclub gestuurd om gezonder te worden. Op tienjarige leeftijd stapte ze over naar het ijsdansen. Voor Zjigansjin had ze één andere schaatspartner.
Ze ontmoette Roeslan Zjigansjin in de trainingsgroep van de voormalige wereldkampioenen Irina Lobatsjova en Ilja Averboech, en ging met hem schaatsen. Al spoedig stapten de twee over naar de schaatsgroep van de moeder-en-dochtercoaches Jelena Koestarova en Svetlana Aleksejeva. In 2012 veroverden Sinitsina en Zjigansjin goud bij de Junior Grand Prix-finale, de NK junioren én de WK junioren. Het jaar erna maakten ze de overstap naar de senioren. Door het behalen van de derde plaats tijdens de nationale kampioenschappen van 2014, mochten Sinitsina en Zjigansjin meedoen aan de EK, de WK en de Olympische Spelen. Ze werden er respectievelijk vierde, zevende en zestiende. Vlak na de WK beëindigde Sinitsina de samenwerking. Hierop ging zij schaatsen met Nikita Katsalapov. Het nieuwe ijsdanspaar eindigde als vierde bij de EK 2016 en als negende bij de WK 2016.
Sinitsina en Katsalapov hebben ook buiten het ijs een relatie. Ze trouwden op 2 oktober 2022.

## Belangrijke resultaten
2007-2014 met Roeslan Zjigansjin, 2014-2021 met Nikita Katsalapov
| Kampioenschap                                                                      | 07/08 | 08/09 | 09/10 | 10/11  | 11/12 | 12/13         | 13/14         |               | 14/15         | 15/16         | 16/17         | 17/18         | 18/19         | 19/20         | 20/21         |
| ---------------------------------------------------------------------------------- | ----- | ----- | ----- | ------ | ----- | ------------- | ------------- | ------------- | ------------- | ------------- | ------------- | ------------- | ------------- | ------------- | ------------- |
| Olympische Spelen                                                                  |       |       |       |        |       |               | 16e           |               |               |               |               |               |               |               |               |
| Wereldkampioenschap                                                                |       |       |       |        |       |               | 7e            |               | 9e            |               |               | Zilver        | *             | Goud          |               |
| Europees kampioenschap                                                             |       |       |       |        |       |               | 4e            |               | 4e            | 10e           |               | 4e            | Goud          |               |               |
| Grand Prix-finale                                                                  |       |       |       |        |       |               |               |               |               |               |               | Zilver        | 6e            |               |               |
| Nationaal kampioenschap                                                            |       |       |       |        |       | 5e            | Brons         | 4e            | Zilver        | Brons         | t.z.t.        | Goud          | Goud          | t.z.t.        |               |
| WK junioren                                                                        |       |       |       |        | Goud  | geen deelname | geen deelname | geen deelname | geen deelname | geen deelname | geen deelname | geen deelname | geen deelname | geen deelname | geen deelname |
| Junior Grand Prix-finale                                                           |       |       |       | Zilver | Goud  | geen deelname | geen deelname | geen deelname | geen deelname | geen deelname | geen deelname | geen deelname | geen deelname | geen deelname | geen deelname |
| NK junioren                                                                        | 12e   | 7e    | 6e    | t.z.t. | Goud  | geen deelname | geen deelname | geen deelname | geen deelname | geen deelname | geen deelname | geen deelname | geen deelname | geen deelname | geen deelname |
| t.z.t. = trokken zich terug / * WK afgelast naar aanleiding van de coronapandemie. |       |       |       |        |       |               |               |               |               |               |               |               |               |               |               |